# Jordan Brown (jogador de snooker)
Jordan Brown (Antrim, 9 de outubro de 1987) é um jogador profissional de snooker da Irlanda do Norte. O jogador norte-irlandês fez sua estreia no Main Tour ("turnê mundial" da categoria) da temporada de 2009–10.

## Carreira
Brown foi campeão amador da Irlanda do Norte (Northern Ireland Amateur Championship) em 2008, 2009, 2016 e 2017. Sua primeira temporada como profissional foi em 2009–10, no entanto, ele durou apenas uma temporada na turnê mundial da categoria. Em 2016, ele recebeu um convite (wildcard) para a edição inaugural do Aberto da Irlanda do Norte (Northern Ireland Open). Na primeira rodada de qualificação, ele derrotou o profissional e então número 26 do mundo Ben Woollaston por 4–2, mas acabou sendo derrotado na fase seguinte para Kyren Wilson pelo mesmo placar.
Em 2018, ele foi vice-campeão do Campeonato Europeu Amador (European Amateur Championship ), perdendo a final por 7–2 para o inglês Harvey Chandler. Em maio de 2018, ele entrou na Q School em uma tentativa de retornar à turnê mundial de snooker profissional. Embora tenha perdido para Jak Jones na rodada final do primeiro evento, ele garantiu seu tour card no segundo evento após vencer Jamie Cope por 4–1 na rodada final.

## Desempenho e linha do tempo
| Ranking                                        | [ nota 2 ]                          | [ nota 3 ]                          | [ nota 3 ]                          | [ nota 3 ]                          | [ nota 3 ]                          | [ nota 3 ]                          | [ nota 3 ]                          | [ nota 3 ]                          | [ nota 3 ]                          | [ nota 2 ]                          | 79                                  | [ nota 3 ] |
| Torneios pontuáveis para o ranking             |                                     |                                     |                                     |                                     |                                     |                                     |                                     |                                     |                                     |                                     |                                     |            |
| European Masters                               | Torneio não foi disputado           | Torneio não foi disputado           | Torneio não foi disputado           | Torneio não foi disputado           | Torneio não foi disputado           | Torneio não foi disputado           | Torneio não foi disputado           | NP                                  | NP                                  | RQ                                  | RQ                                  | 2R         |
| English Open                                   | Torneio não foi disputado           | Torneio não foi disputado           | Torneio não foi disputado           | Torneio não foi disputado           | Torneio não foi disputado           | Torneio não foi disputado           | Torneio não foi disputado           | NP                                  | NP                                  | 3R                                  | 1R                                  | 2R         |
| Championship League                            | Evento não pontuável para o ranking | Evento não pontuável para o ranking | Evento não pontuável para o ranking | Evento não pontuável para o ranking | Evento não pontuável para o ranking | Evento não pontuável para o ranking | Evento não pontuável para o ranking | Evento não pontuável para o ranking | Evento não pontuável para o ranking | Evento não pontuável para o ranking | Evento não pontuável para o ranking | 2R         |
| Northern Ireland Open                          | Torneio não foi disputado           | Torneio não foi disputado           | Torneio não foi disputado           | Torneio não foi disputado           | Torneio não foi disputado           | Torneio não foi disputado           | Torneio não foi disputado           | 2R                                  | 1R                                  | 1R                                  | 2R                                  | 1R         |
| UK Championship                                | RQ                                  | NP                                  | NP                                  | NP                                  | NP                                  | NP                                  | 1R                                  | NP                                  | NP                                  | 1R                                  | 2R                                  | 2R         |
| Scottish Open                                  | Não houve                           | Não houve                           | Não houve                           | MR                                  | Não houve                           | Não houve                           | Não houve                           | NP                                  | NP                                  | 1R                                  | 1R                                  | 2R         |
| World Grand Prix                               | Torneio não foi disputado           | Torneio não foi disputado           | Torneio não foi disputado           | Torneio não foi disputado           | Torneio não foi disputado           | NR                                  | NSQ                                 | NSQ                                 | NSQ                                 | NSQ                                 | NSQ                                 | NSQ        |
| German Masters                                 | Não houve                           | Não houve                           | Não houve                           | RQ                                  | NP                                  | NP                                  | NP                                  | NP                                  | NP                                  | RQ                                  | RQ                                  | QF         |
| Shoot-Out                                      | Evento não pontuável para o ranking | Evento não pontuável para o ranking | Evento não pontuável para o ranking | Evento não pontuável para o ranking | Evento não pontuável para o ranking | Evento não pontuável para o ranking | Evento não pontuável para o ranking | NP                                  | NP                                  | 1R                                  | 2R                                  | 2R         |
| Welsh Open                                     | RQ                                  | NP                                  | NP                                  | RQ                                  | NP                                  | NP                                  | 1R                                  | NP                                  | NP                                  | 1R                                  | 2R                                  |            |
| Players Championship                           | NH                                  | NSQ                                 | NSQ                                 | NSQ                                 | NSQ                                 | NSQ                                 | NSQ                                 | NSQ                                 | NSQ                                 | NSQ                                 | NSQ                                 |            |
| Gibraltar Open                                 | Torneio não foi disputado           | Torneio não foi disputado           | Torneio não foi disputado           | Torneio não foi disputado           | Torneio não foi disputado           | Torneio não foi disputado           | MR                                  | NP                                  | NP                                  | 1R                                  | 1R                                  |            |
| WST Pro Series                                 | Torneio não foi disputado           | Torneio não foi disputado           | Torneio não foi disputado           | Torneio não foi disputado           | Torneio não foi disputado           | Torneio não foi disputado           | Torneio não foi disputado           | Torneio não foi disputado           | Torneio não foi disputado           | Torneio não foi disputado           | Torneio não foi disputado           |            |
| Tour Championship                              | Torneio não foi disputado           | Torneio não foi disputado           | Torneio não foi disputado           | Torneio não foi disputado           | Torneio não foi disputado           | Torneio não foi disputado           | Torneio não foi disputado           | Torneio não foi disputado           | Torneio não foi disputado           | NSQ                                 | NSQ                                 |            |
| World Championship                             | RQ                                  | NP                                  | NP                                  | NP                                  | NP                                  | NP                                  | NP                                  | RQ                                  | RQ                                  | RQ                                  | 1R                                  |            |
| Torneios não pontuáveis para o ranking         |                                     |                                     |                                     |                                     |                                     |                                     |                                     |                                     |                                     |                                     |                                     |            |
| The Masters                                    | RQ                                  | NP                                  | NP                                  | NP                                  | NP                                  | NP                                  | NP                                  | NP                                  | NP                                  | NP                                  | NP                                  | NP         |
| Championship League                            | NP                                  | NP                                  | NP                                  | NP                                  | NP                                  | NP                                  | NP                                  | NP                                  | NP                                  | NP                                  | RR                                  | NP         |
| Antigos torneios pontuáveis para o ranking     |                                     |                                     |                                     |                                     |                                     |                                     |                                     |                                     |                                     |                                     |                                     |            |
| Shanghai Masters                               | RQ                                  | NP                                  | NP                                  | NP                                  | NP                                  | NP                                  | RQ                                  | NP                                  | NP                                  | Non-Rank.                           | Non-Rank.                           | NH         |
| Paul Hunter Classic                            | PA                                  | Evento menor do ranking             | Evento menor do ranking             | Evento menor do ranking             | Evento menor do ranking             | Evento menor do ranking             | Evento menor do ranking             | NP                                  | NP                                  | 3R                                  | NR                                  | NH         |
| Indian Open                                    | Não houve                           | Não houve                           | Não houve                           | Não houve                           | NP                                  | NP                                  | NH                                  | A                                   | A                                   | RQ                                  | Não houve                           | Não houve  |
| China Open                                     | RQ                                  | NP                                  | NP                                  | NP                                  | NP                                  | NP                                  | RQ                                  | NP                                  | NP                                  | RQ                                  | Não houve                           | Não houve  |
| Riga Masters                                   | Torneio não foi disputado           | Torneio não foi disputado           | Torneio não foi disputado           | Torneio não foi disputado           | Torneio não foi disputado           | MR                                  | MR                                  | NP                                  | NP                                  | RQ                                  | RQ                                  | NH         |
| International Championship                     | Não houve                           | Não houve                           | Não houve                           | NP                                  | NP                                  | NP                                  | NP                                  | NP                                  | NP                                  | 1R                                  | RQ                                  | NH         |
| China Championship                             | Torneio não foi disputado           | Torneio não foi disputado           | Torneio não foi disputado           | Torneio não foi disputado           | Torneio não foi disputado           | Torneio não foi disputado           | Torneio não foi disputado           | NR                                  | NP                                  | RQ                                  | 2R                                  | NH         |
| World Open                                     | RQ                                  | NP                                  | NP                                  | NP                                  | NP                                  | Não houve                           | Não houve                           | NP                                  | NP                                  | RQ                                  | 1R                                  | NH         |
| Antigos torneios não pontuáveis para o ranking |                                     |                                     |                                     |                                     |                                     |                                     |                                     |                                     |                                     |                                     |                                     |            |
| Haining Open                                   | Torneio não foi disputado           | Torneio não foi disputado           | Torneio não foi disputado           | Torneio não foi disputado           | Torneio não foi disputado           | MR                                  | MR                                  | NP                                  | NP                                  | NP                                  | 1R                                  | NH         |

| Legenda | Legenda                            | Legenda | Legenda                                                                           | Legenda | Legenda                     |
| ------- | ---------------------------------- | ------- | --------------------------------------------------------------------------------- | ------- | --------------------------- |
| RQ      | perdeu nas rodadas de qualificação | #R      | perdeu nas primeiras rodadas do torneio (WR = Rodada Wildcard, RR = Rodada Robin) | QF      | perdeu nas quartas de final |
| SF      | perdeu nas semifinais              | F       | perdeu na final                                                                   | C       | ganhou o torneio            |
| NSQ     | não se classificou para o torneio  | NP      | não participou do torneio                                                         | RT      | retirou-se do torneio       |
| DQ      | desqualificado do torneio          |         |                                                                                   |         |                             |

| NH / Não realizado        | NH / Não realizado        | NH / Não realizado        | NH / Não realizado        | evento não foi realizado ou não existia.       |
| NR / Evento Non-Ranking   | NR / Evento Non-Ranking   | NR / Evento Non-Ranking   | NR / Evento Non-Ranking   | evento é ou não era mais um evento do ranking. |
| R / Evento do Ranking     | R / Evento do Ranking     | R / Evento do Ranking     | R / Evento do Ranking     | evento é ou foi evento do ranking.             |
| MR / Evento Minor-Ranking | MR / Evento Minor-Ranking | MR / Evento Minor-Ranking | MR / Evento Minor-Ranking | evento é ou foi um evento menor do ranking.    |

1. ↑  A partir da temporada de 2010–2011 temos a posição no ranking no início da temporada.
2. 1 2  Novos jogadores não têm posição no ranking.
3. 1 2 3 4 5 6 7 8 9  Jogador amador.
4. ↑  O evento foi chamado de Players Tour Championship Grand Final (2010/2011–2012/2013) e Players Championship Grand Final (2013/2014–2015/2016)
5. ↑  O evento foi chamado de Riga Open (2014/2015–2015/2016)
6. ↑  O evento foi chamado de Grand Prix (2009/2010)